# Tim Conway
Tim Conway, született Toma Daniel Conway (Willoughby, Ohio, 1933. december 15. – Los Angeles, Kalifornia, 2019. május 14.) Golden Globe-, valamint hatszoros Primetime Emmy-díjas amerikai színész, komikus.

## Fontosabb filmjei
Mozifilmek
- McHale's Navy (1964)
- McHale's Navy Joins the Air Force (1965)
- The World's Greatest Athlete (1973)
- Az almagombóc banda (The Apple Dumpling Gang) (1975)
- Gus (1976)
- The Shaggy D.A. (1976)
- The Billion Dollar Hobo (1977)
- They Went That-A-Way & That-A-Way (1978)
- Almagombóc banda 2. (The Apple Dumpling Gang Rides Again) (1979)
- The Prize Fighter (1979)
- Magándetektívek (The Private Eyes) (1980)
- Ágyúgolyófutam 2. (Cannonball Run II) (1984)
- Dollárgalopp (The Longshot) (1986)
- Égiposta (Dear God) (1996)
- Féktelenül 2. (Speed 2: Cruise Control) (1997)
- Szájkosaras kosaras 2. – A rögbipályák réme (Air Bud: Golden Receiver) (1998)
- Kilátás a hintából (The View from the Swing) (2000)
- Spongyabob – Ki a vízből! (The SpongeBob Movie: Sponge Out of Water) (2015, hang)
- Chip & Bernie's Zomance (2015)
- Chip and Bernie Save Christmas with Dorf (2016)

Tv-filmek
- Love is... Barbara Eden (1972)
- The Boys (1974)
- Roll, Freddy, Roll! (1974)
- Great Day (1983)
- Hermie: A Common Caterpillar (2003, hang)
- Hermie & Friends (2004, hang)
- Surprised by Love (2015)

Tv-sorozatok
- McHale's Navy (1962–1966, 138 epizódban)
- Rango (1967, 17 epizódban)
- The Tim Conway Show (1970, 12 epizódban)
- The Carol Burnett Show (1975–1978, 66 epizódban)
- Egy Rém Rendes Család (1995-1996)
- SpongyaBob Kockanadrág (SpongeBob SquarePants) (1999–2012, hang, 14 epizódban)
- Sárkányok: A Hibbant-sziget harcosai (Dragons: Riders of Berk) (2012–2013, hang, 15 epizódban)